# Fumie Suguri
Fumie Suguri (村主 章枝?, Suguri Fumie; Chiba, 31 dicembre 1980) è un'ex pattinatrice artistica su ghiaccio giapponese.
Risiede a Yokohama.

## Palmarès
| Internazionali                    | Internazionali | Internazionali | Internazionali | Internazionali | Internazionali | Internazionali | Internazionali | Internazionali | Internazionali | Internazionali | Internazionali | Internazionali | Internazionali | Internazionali | Internazionali | Internazionali | Internazionali | Internazionali | Internazionali |
| Evento                            | 92–93          | 93–94          | 94–95          | 95–96          | 96–97          | 97–98          | 98–99          | 99–00          | 00–01          | 01–02          | 02–03          | 03–04          | 04–05          | 05–06          | 06–07          | 07–08          | 08–09          | 09–10          | 10–11          |
| --------------------------------- | -------------- | -------------- | -------------- | -------------- | -------------- | -------------- | -------------- | -------------- | -------------- | -------------- | -------------- | -------------- | -------------- | -------------- | -------------- | -------------- | -------------- | -------------- | -------------- |
| Giochi olimpici invernali         |                |                |                |                |                |                |                |                |                | 5°             |                |                |                | 4°             |                |                |                |                |                |
| Campionati mondiali               |                |                |                |                | 18°            |                | 20°            |                | 7°             | 3°             | 3°             | 7°             | 5°             | 2°             |                |                | 8°             |                |                |
| Campionati dei Quattro continenti |                |                |                |                |                |                | 5°             | 4°             | 1°             |                | 1°             |                | 1°             |                | R              | 10°            | 6°             |                |                |
| GP Finale                         |                |                |                |                |                |                | 5°             |                |                |                | 6°             | 1°             |                |                | 4°             |                |                |                |                |
| GP Bofrost Cup                    |                |                |                |                |                |                |                |                |                |                | 2°             |                |                |                |                |                |                |                |                |
| GP Cup of China                   |                |                |                |                |                |                |                |                |                |                |                | 3°             |                |                |                | 4°             |                | 7°             |                |
| GP Cup of Russia                  |                |                |                |                | 7°             |                |                |                |                |                |                |                |                |                |                | 5°             | 3°             |                |                |
| GP Lalique/Bompard                |                |                |                |                |                |                |                | 7°             |                |                |                |                | 4°             |                |                |                |                |                | 8°             |
| GP NHK Trophy                     |                |                |                |                | 6°             | 5°             | 3°             | 8°             | 5°             | 7°             | 4°             | 1°             |                | 2°             | 2°             |                |                |                |                |
| GP Skate America                  |                |                |                |                |                |                |                |                |                |                |                |                |                |                |                |                |                | 4°             |                |
| GP Skate Canada                   |                |                |                |                |                |                | 2°             |                | 3°             | 4°             | 2°             |                | 4°             | 8°             | 2°             |                | 2°             |                | 9°             |
| Goodwill Games                    |                |                |                |                |                |                |                |                |                | 3°             |                |                |                |                |                |                |                |                |                |
| Finlandia Trophy                  |                |                |                |                |                |                |                |                |                |                |                |                |                |                |                |                |                | 7°             |                |
| Nebelhorn Trophy                  |                |                |                |                | 4°             |                |                |                |                |                |                |                |                |                |                |                |                |                |                |
| Giochi asiatici invernali         |                |                |                | 3°             |                |                | 3°             |                |                |                | 2°             |                |                |                | 2°             |                |                |                |                |
| Internazionali: Junior            |                |                |                |                |                |                |                |                |                |                |                |                |                |                |                |                |                |                |                |
| Campionati mondiali               |                |                |                | 4°             | 4°             |                |                |                |                |                |                |                |                |                |                |                |                |                |                |
| Blue Swords                       |                |                |                | 3°             |                |                |                |                |                |                |                |                |                |                |                |                |                |                |                |
| Gardena Spring Trophy             |                | 7°             |                |                |                |                |                |                |                |                |                |                |                |                |                |                |                |                |                |
| Nazionali                         |                |                |                |                |                |                |                |                |                |                |                |                |                |                |                |                |                |                |                |
| Campionati giapponesi             |                |                |                | 4°             | 1°             | 2°             | 2°             | 3°             | 1°             | 1°             | 1°             | 2°             | 3°             | 1°             | 4°             | 4°             | 2°             | 7°             | 7°             |
| Campionati giapponesi junior      | 19°            | 9°             | 10°            | 2°             | 2°             |                |                |                |                |                |                |                |                |                |                |                |                |                |                |
| R = Ritirata                      |                |                |                |                |                |                |                |                |                |                |                |                |                |                |                |                |                |                |                |